# لاونیا (جورجیا)
لاونیا، جورجیا (به انگلیسی: Lavonia, Georgia) یک شهر در ایالات متحده آمریکا با جمعیت ۲٬۱۵۶ نفر است که در جورجیا واقع شده‌است.

## موقعیت جغرافیایی
موقعیت جغرافیایی شهرها و مناطق اطراف به شرح زیر است: